# Akcent (muzyka)

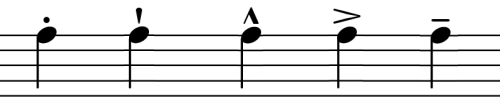
Akcenty: staccato, staccatissimo, marcato, akcent, tenuto

Akcent muzyczny – wyraźniejsze, silniejsze podkreślenie jakiegoś dźwięku lub współbrzmienia. Akcent naturalny pojawia się w tzw. „mocnych” częściach taktu. Inne akcenty (melodyczny, harmoniczny) wynikają z linii melodycznej lub współbrzmienia i układu grup rytmicznych (np. w tańcach).
Akcenty dzielą się na:
akcenty naturalnewynikają one z samej natury rytmu. Akcentowane są te nuty, które rozpoczynają proste schematy metryczne zebrane w takcie. Są to akcenty metryczne. Dodatkowo akcentowane są, choć nieco słabszym akcentem pierwsze nuty grup powstałych z rozdrobnienia dźwięków. I tak na przykład w metrum trzy czwarte trzecia ćwierćnuta może być zastąpiona grupą czterech szesnastek i choć ta część metrum nie jest akcentowana, pierwsza nuta z grupy wyróżniana jest drobnym akcentem. Jest to akcent grupowy.
akcenty dynamiczne lub charakterystyczneakcent taki pojawia się jako nagłe wzmożenie siły dźwięku i może być umieszczony w dowolnym miejscu taktu, zgodnie z zamierzeniem kompozytora. W notacji muzycznej jest to rodzaj akcentu oznaczanego, akcenty metryczne (naturalne) nie wymagają oznaczania.
Znak akcentu umieszcza się nad lub pod główką nuty. Szczególnie wyraźne akcenty zaznacza się symbolem sf (skrót od sforzando lub sforzato – „z całej siły”) pod nutą poniżej najniższej linii pięciolinii.
Szczególnym rodzajem akcentu wynikającego z przesunięcia naturalnego akcentu metrycznego na słabą część taktu jest synkopa.